# Lyngseidet
Lyngseidet è un villaggio della Norvegia, situato nella municipalità di Lyngen, nella contea di Troms.